# WinFS
WinFS (Windows Future Storage) era il nome in codice di un sistema di storage che Microsoft intendeva sviluppare per i suoi sistemi operativi Microsoft Windows, basato sul modello dei database relazionali. Venne anche chiamato Relational Filesystem dal team di sviluppo.

## Tecnologia
WinFS non era un vero e proprio file system fisico, ma era costruito sulla base di NTFS. Esso era costituito da un database molto complesso basato sul motore di Microsoft SQL Server (nome in codice Yukon) che offre funzionalità tipiche dei database relazionali, fornisce una serie di schemi per la memorizzazione dei dati applicativi e favorisce la condivisione di questi dati fra diverse applicazioni. Avrebbe dovuto debuttare con il nuovo sistema operativo (chiamato in via definitiva Windows Vista). Grazie all'uso del linguaggio XML sarebbe stato in grado di recuperare le informazioni dal disco fisso e di mostrarle aggregate secondo determinati criteri. I problemi di prestazioni che si evidenziarono fin dalle prime battute spinsero Microsoft ad abbandonare il progetto nel 2007.

## Origini
Dal 1992, Microsoft sviluppa una nuova tecnologia di file system che dovrebbe essere integrata nel progetto Cairo operating system con il nome Object File System (OFS).

## Distribuzione
Sono state distribuite agli sviluppatori una Beta 1, una Beta 1 Refresh ed una Beta 2 di WinFS come prodotto standalone.
Il 23 giugno 2006 un messaggio lasciato su blog del team di sviluppo di WinFS  ha annunciato che esso non verrà più sviluppato come prodotto separato, ma alcune sue tecnologie verranno utilizzate all'interno di future versioni di ADO.NET e Microsoft SQL Server, decretando di fatto la morte del progetto originario.
Successivamente alcune fonti ufficiali della Microsoft hanno affermato che sarebbe stato implementato in Windows 7: la cosa, però, non ha avuto alcun seguito.